# Вандарьева, Екатерина Викторовна
Екатерина Викторовна Вандарьева (бел. Кацярына Віктараўна Вандар'ева; род. 20 января 1991 года, г. Старые Дороги, Минская обл., БССР) — белорусская спортсменка, выступающая в кикбоксинге и тайском боксе. Неоднократная чемпионка мира и Европы, и победительница различных турниров среди любителей и профессионалов. Мастер спорта международного класса.

## Биография
Екатерина Вандарьева до прихода в тайский бокс занималась волейболом, лёгкой атлетикой, самообороной, окончила школу хореографии.
В кикбоксинг пришла в 16 лет, в 2007 году, минский клуб «Кик Файтер». Хотела поступить в Академию МВД, однако позже выбрала Белорусский государственный университет физической культуры (специальность менеджер по туризму; окончила в 2013 году).
Первыми тренерами были чемпионы мира и Европы Андрей Кулебин и Андрей Коцур, которые и сделали из неё чемпионку. Первый профессиональный бой провела на Кипре с гречанкой. Чемпионкой мира стала с первого раза — в Таиланде в 2009 году, через год после того, как пришла в тайский бокс.
По состоянию на конец 2012 года провела 65 боёв, выиграла 58, из них 16 КО.
Её любимая награда — кубок «Лучший боец Чемпионата Мира», награда по самой престижной версии — IFMA. Награждали на День рождения короля Таиланда, при его дворце, член королевской семьи.

## Титулы
- Чемпионка Мира WKN 2010 и 2011
- Чемпионка Мира IFMA2010
- Лучший боец Чемпионата Мира
- Чемпионка Мира WMF2009, Серебро- 2010
- Чемпионка Европы IFMA 2009, 2012 (Анталья, Турция)
- Чемпионка Беларуси 2009, 2010, 2011, 2012[3].